# Martin Chemnitz (der Jüngere)
Martin Chemnitz, genannt der Jüngere (* 13. Mai 1596 in Rostock; † 24. Oktober 1645 in Jägerndorf, Schlesien) war ein deutscher Jurist und Diplomat in schwedischen Diensten.

## Leben
Martin Chemnitz war der älteste Sohn des Juristen Martin Chemnitz und der Margarethe Camerarius. Er studierte ab 1615 an der Universität Rostock und ging 1618 an die Universität Tübingen. 1623 wurde er in Rostock zum Doktor beider Rechte promoviert. 1627 wurde er Beisitzer am holstein-gottorpschen Hofgericht.
In schwedischen Diensten entsandte ihn Gustav Adolf zum Konvent der Protestanten nach Regensburg. 1630 wurde er zum Geheimen Rat und Generalkriegskommissar für den fränkischen und den schwäbischen Kreis ernannt. Von 1631 bis 1632 war er Resident in Nürnberg für den fränkischen Kreis sowie von November 1633 bis Juli 1634 in Regensburg. Danach trat er in französische Dienste. 1636 wurde er in Westfalen von den Kaiserlichen gefangen genommen und nach Wien gebracht. Er blieb bis 1641 in Haft.
Von 1643 bis 1645 gehörte er der Armee von Lennart Torstensson an. 1645 starb er im schlesischen Jägerndorf an der Pest.